# SMS S 13
S 13 – niemiecki niszczyciel z okresu I wojny światowej, typu V 1 (podtypu S 13). Brał udział w bitwie koło Helgolandu. Zatonął 6 listopada 1914 wskutek eksplozji własnej torpedy na Morzu Północnym (pozycja 54°00′N 8°22′E/54,000000 8,366667, zginęło 9 ludzi).